# Romilly-sur-Seine
Romilly-sur-Seine è un comune francese di 14 019 abitanti situato nel dipartimento dell'Aube nella regione del Grand Est.

## Società

### Evoluzione demografica
Abitanti censiti

## Amministrazione

### Gemellaggi
- Lüdenscheid
- Milford Haven
- Uman'
- Medicina